# 古桑库尔
古桑库尔（法語：Goussancourt，法語發音：[ɡusɑ̃kuʁ]）是法国上法蘭西大區埃纳省的一个市镇，属于蒂耶里堡区。

## 地理
古桑库尔（49°9'59"N, 3°40'2"E）面积8.43 平方千米，位于法国上法蘭西大區埃纳省，该省份为法国北部内陆省份，北起北部省，西接索姆省和瓦兹省，东临阿登省和马恩省，西南至塞纳-马恩省，东北部与比利时接壤。
与古桑库尔接壤的市镇（或旧市镇、城区）包括：谢尔日、库隆日-科昂、韦济伊、维莱阿格龙-艾吉济、圣热姆。

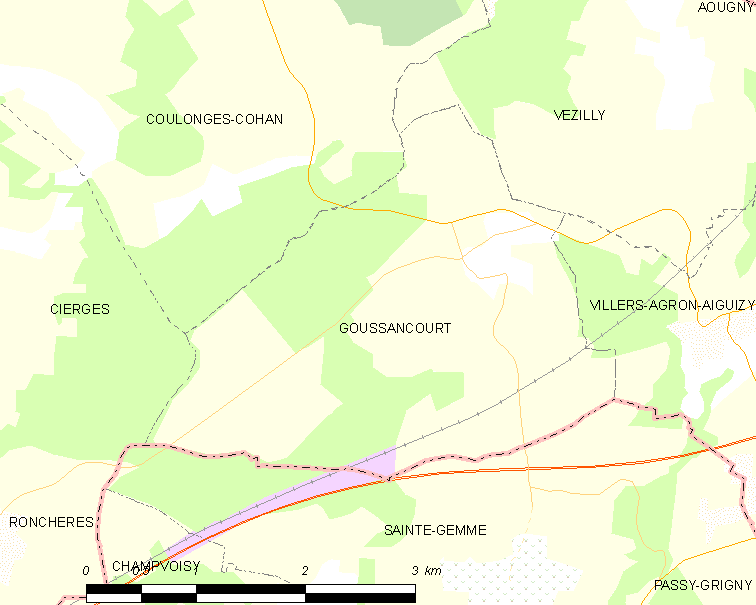
古桑库尔的OSM定位图

古桑库尔的时区为UTC+01:00、UTC+02:00（夏令时）。

## 行政
古桑库尔的邮政编码为02130，INSEE市镇编码为02351。

## 政治
古桑库尔所属的省级选区为塔德努瓦地区费尔县。

## 人口

1962-2008年间古桑库尔人口变化图示

古桑库尔于2022年1月1日时的人口数量为117人。